# Gerhard Hettner
Gerhard Hettner (* 21. August 1892 in Berlin; † 29. Oktober 1968 in München) war ein deutscher Physiker.

## Leben

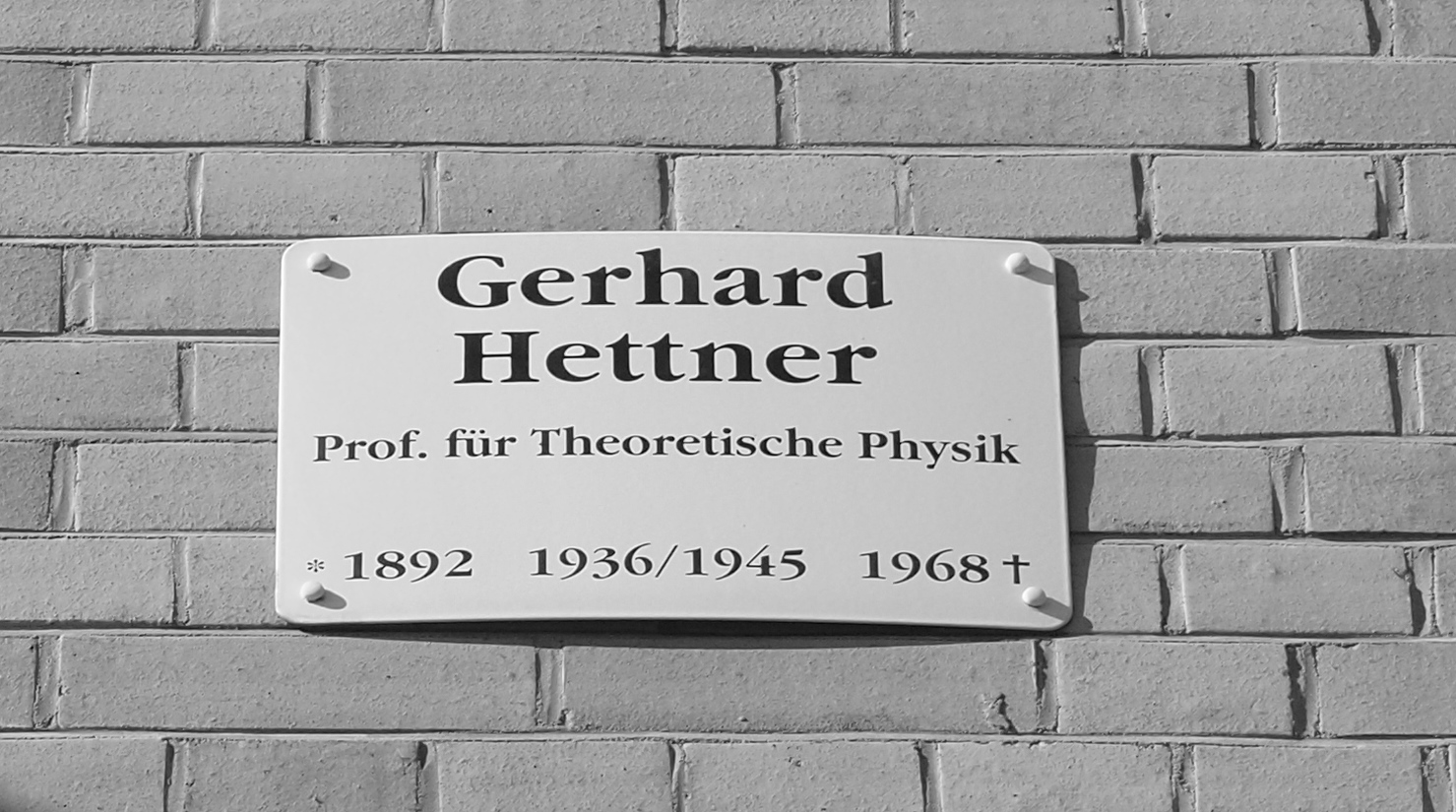
Gedenktafel für Gerhard Hettner in Jena

Gerhard Georg Hettner war Doktorand bei Heinrich Rubens in Berlin und wurde dort 1918 mit einer Arbeit Über das ultrarote Absorptionsspektrum des Wasserdampfes promoviert; er war letzter Träger des Dr.-Elsa-Neumann-Preises. 1922 verfasste er einen Nachruf auf seinen Doktorvater.
Im Jahre 1935 wurde Hettner als Ordinarius für Theoretische Physik an die Friedrich-Schiller-Universität Jena berufen.
Seine Arbeiten zum Absorptionsspektrums des Wasserdampfes trugen mit zum ersten empirischen Nachweis der menschengemachten Klimaerwärmung durch Guy Stewart Callendar im Jahre 1938 bei.
1945 wurde Hettner mit seiner Familie durch die amerikanische Besatzungsmacht nach Heidenheim/Brenz gebracht.
1952 war Hettner in einer Satzungskommission der Deutschen Physikalischen Gesellschaft.
Gerhard Hettner leitete von 1947 bis 1961 das Institut für Theoretische Physik der Technischen Universität München. Unter seiner Leitung wurde in diesem Bereich Forschung in den Bereichen Quantenstatistik, Thermodynamik, Festkörperphysik, Molekularoptik IDM und theoretische Plasmaphysik betrieben.